# Generalstabens stalletablissement

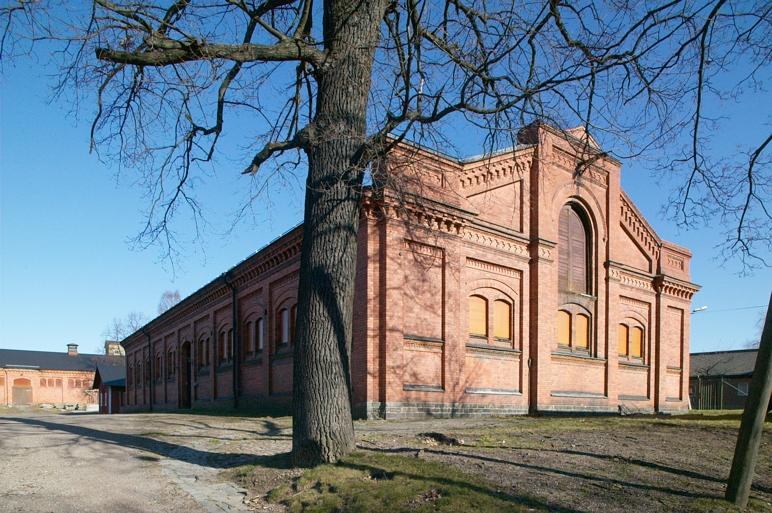
Generalstabens stalletablissement, 2008.

Generalstabens stalletablissement är ett byggnadsminnesmärkt stallkomplex vid Valhallavägen på Gärdet i Stockholm. Under den senare delen av 1900-talet inrymde det Swartlings ridskola, men integrerades 2016 i Kungliga Musikhögskolans nya anläggning.

## Historik

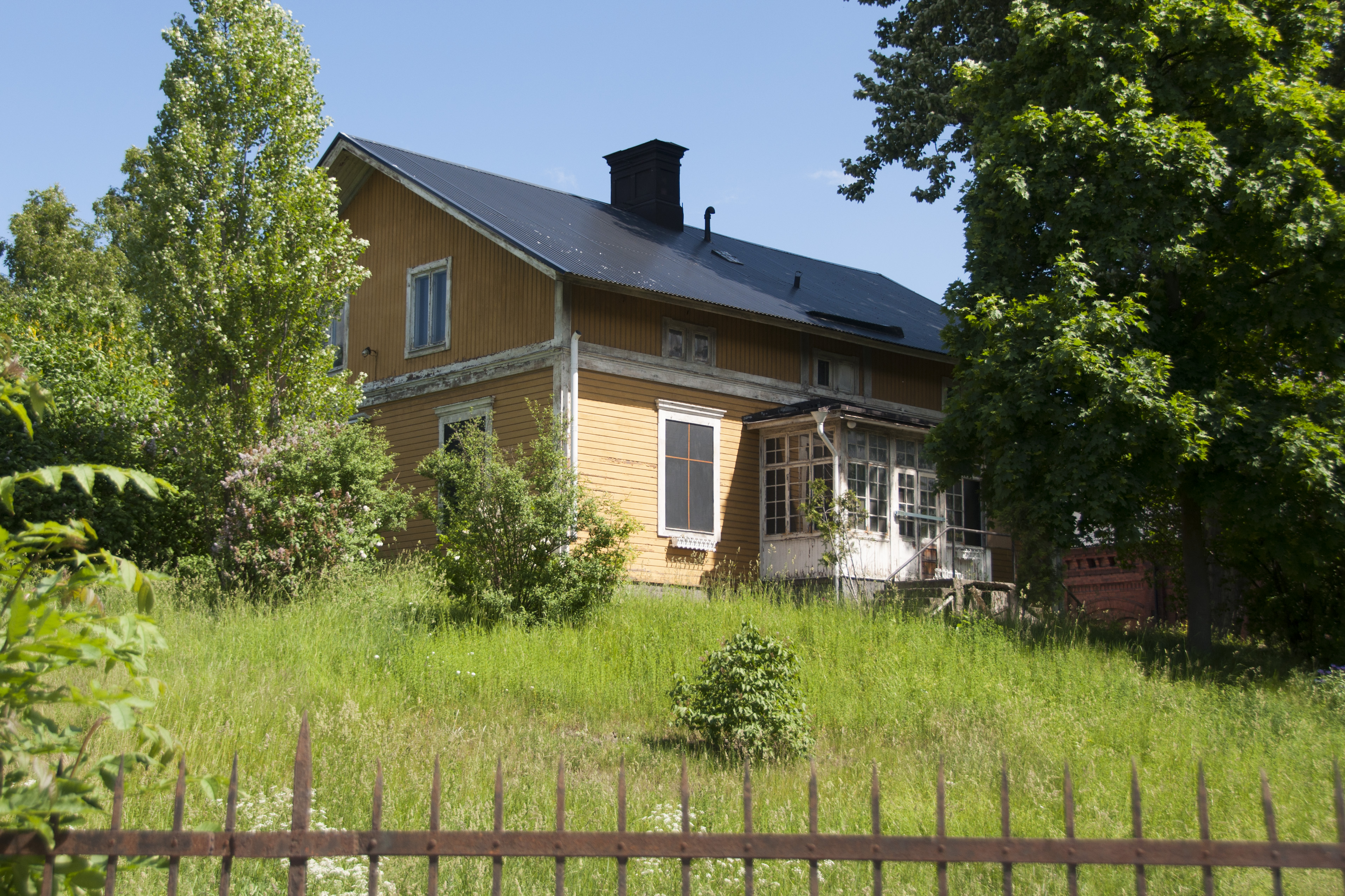
Stallmästarbostaden, 2013

Generalstabens Stalletablissement Ridskola tillkom efter beslut om att det tidigare stallet vid Stallgatan på Blasieholmen skulle läggas ned. En intresseförening bestående av officerare bildades för att få till stånd en ny anläggning. Ett stall i tegel beräknat för 72 hästar uppfördes 1886 till en kostnad av 51.000 
kr. För stallchefen uppfördes samma år ett träpanelat bostadshus. För ritningarna svarade Axel och Hjalmar Kumlien. Ett ridhus i tegel tillkom ett par år senare, även detta ritat av bröderna Kumlien. Mellan stallet och ridhuset byggdes 1909 en stallbyggnad i trä. 
Stalletablissementet såldes 1917 till Fortifikationsförvaltningen. Generalstabens hästar flyttade ut för gott i samband med ryttarolympiaden 1956, då  tävlingshästarna istället inhyses här. Den kom därefter att hyras ut till Swartlings ridskola. Marken gick på 1960-talet över till Byggnadsstyrelsen för en framtida utbyggnad för den intilliggande Kungliga Musikhögskolan, men planerna avbröts och i mitten av 1970-talet övertogs förvaltningen av byggnaderna av Byggnadsstyrelsen. 
Stallet och ridhuset har en rik tegelarkitektur som är ovanlig för denna typ av byggnader och 1992 förklarades de som byggnadsminnen. Stora delar av den påkostade ursprungliga inredningen fanns då bevarade såväl i ridhus son i stall. Dess byggnader samt bostadshuset, också det med tydlig sekelskifteskaraktär och anknytning till ridanläggningen, bedömdes tillsammans ha ett stort kulturhistoriskt värde.

### Ombyggnad för Kungliga musikhögskolan

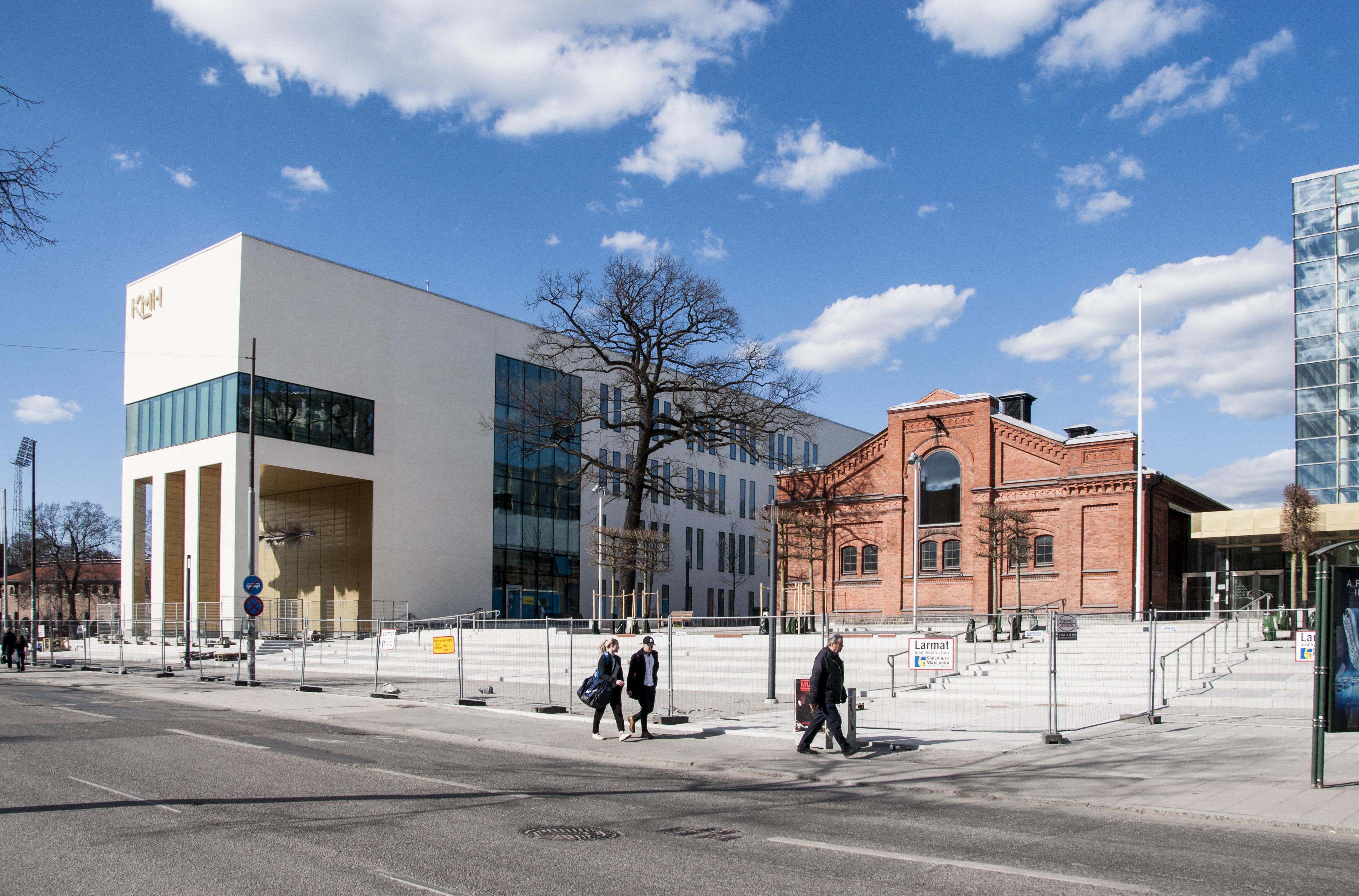
Nya byggnader för Musikhögskolan jämte stallet, 2016

I början av 2000-talet aktualiserades åter förslaget om nya ändamålsenliga byggnader för Musikhögskolan. Fastighetsägaren Akademiska hus köpte 2004 stalletablissemanget för 29 miljoner och Swartlings ridskola flyttade till Täby kommun. Initialt var planen att både skapa en ny musikhögskola och bevara den skyddade bebyggelsen, men projektet utökades tillsammans med Stockholms stad till att även omfatta bostadsområdet Svea Fanfar, och i det nya förslaget skulle de tre byggnadsminnesförklarade husen rivas. Enligt staden skulle ett bevarande ”allvarliga olägenheter för möjligheten att utnyttja området på ett rationellt sätt”.
I ett unikt beslut upphävde Länsstyrelsen i Stockholms län byggnadsminnesmärkningen av stallen, men beslutet ändrades i både läns- och kammarrätterna varmed hela projektet var hotat. Genom en omarbetning av detaljplanen inkorporerades de gamla stallbyggnaderna istället i den nya Musikhögskolan och 2013 kunde det första spadtaget tas för de nya byggnaderna. 
I stallet inreds högskolans bibliotek medan ridhuset hyrs ut till extern hyresgäst med musikanknytning. Stallchefens gula villa lyftes och flyttades från sin tidigare plats för att användas till forskararbetsplatser. Den nya Musikhögskolan invigdes i maj 2016.